# Ribbingsnäs
Ribbingsnäs är en by utanför Forserum i Barkeryds socken i Nässjö kommun i Jönköpings län i Småland. Vid sjön med samma namn finns ett Ribbingsnäs säteri med anor från 1600-talet och en kvarnbyggnad från 1700-talet.